# Sista skriket
Sista skriket är ett svenskt punkband som bildades i Göteborg 2005. Bandet ligger på två skivbolag, både Beat Butchers och Buzzbox Records. I juni 2008 hoppade två medlemmar av bandet, dock släppte bandet en ny osläppt låt på punksamlingen Inför ett sådant argument måste jag naturligtvis böja mig.
Bandet släppte år 2009 albumet "ett andetag i sänder på skivbolaget Beat Butchers.

## Medlemmar
- Daniel Karbelius - sång, tamburin, gitarr, synth
- Victor Lund - bas, kör
- Marcus Backman - gitarr, kör
- Jerry Bergqvist - trummor

### Före detta medlemmar
- Henrik Blomgren - gitarr
- Kristoffer Åberg - gitarr, kör
- Rickard Johnsson - trummor
- Mats Nilsson - sång
- Christoffer Johansson - gitarr, kör

## Diskografi
- 2005 - Hela skiten är en jävla zombie!
- 2007 - Missnöjesrörelsen
- 2009 - Martyren cds
- 2009 - Ett andetag i sänder
- 2009 - Du är mitt allting cds

### Samlingar
- 2006 - Samling vid punken!
- 2006 - Tralleluja #1
- 2007 - Alla goda ting är kol
- 2007 - Samling vid punken! #2
- 2007 - Dist & Confused - D.I.Y Compilation 2007
- 2008 - Inför ett sådant argument måste jag naturligtvis böja mig
- 2009 - Groove - skivan som medföljer tidningen